# Erlösung
Erlösung ist ein Zentralbegriff in einigen Religionen, der ihr jeweiliges letztgültiges Ziel bezeichnet, den einzelnen Menschen, die Menschheit und/oder die Welt von allem Negativen zu befreien. Er wird ohne einheitliche Bedeutung besonders in Christentum, Judentum und Islam verwendet. Erlösung bezeichnet dabei eine eher passiv erfahrene Befreiung vom Leid, im Gegensatz zur aktiv „erarbeiteten“ Erleuchtung, die bspw. Hinduismus und Buddhismus betonen.

## Begriffe
Das Verb erlösen im Sinne von befreien (hebräisch גאל ga'al, deutsch ‚Loskauf‘, bzw. hebräisch פדה padah, deutsch ‚Auslösen‘, altgriechisch λυτρόω lytrọō) bezog sich in der Antike auf den Freikauf und die folgende Freilassung von Sklaven, womit ihre Sklaverei beendet wurde. Um die Bewahrung von Menschen und Dingen, durch machtvoll eingreifendes Helfen zu beschreiben, wurde im Griechischen das Wort rhyomai (altgriechisch ῥύομαι rhýomai) verwandt. Erlösen im Sinne von retten wurde durch das Verb sozo (altgriechisch σᾠζω sōzō) ausgedrückt; es bedeutete, dass Menschen aus einer drohenden Lebensgefahr herausgerissen wurden, z. B. im Krieg, bei einer Seefahrt oder während einer Krankheit. Das zugehörige Substantiv ist Soter (altgriechisch σωτήρ sōtær), das den Retter, den Heiland bezeichnet. Im Hebräischen wird der Erlöser Messias (hebräisch משיח Maschiach, deutsch ‚Gesalbter‘; altgriechisch Χριστός Christós, deutsch ‚Christus‘) genannt, der alles Unheil beenden wird. Im Arabischen ist der Retter der Mahdi (arabisch المهدي, DMG al-Mahdī), der in der Endzeit Bosheit und Unterdrückung auf der Welt beseitigen wird. In Sanskrit wird Moksha (Sanskrit मोक्ष mokṣa m.) benutzt, um die Befreiung aus dem Kreislauf der Wiedergeburten (Samsara) zu bezeichnen, indem dann das Nirwana erreicht wird.

## Judentum
Grundlage für das Selbstverständnis des Volkes Israel ist folgendes: Neben der Verheißung an die Erzväter und dem Bund mit Abraham ist die Erinnerung an die einstmals erfolgte Befreiung des Volkes aus der ägyptischen Knechtschaft grundlegend. 
Israel hat später seine Geburtsstunde so verstanden: als eine Erwählung, Errettung und Erlösung des Volkes, die dem einen Gott mit dem unaussprechlichen Namen „JHWH“ zugeschrieben wird. Die Bedeutung dieses Namens Gottes, die Mose bei seiner Berufung vor dem brennenden Dornbusch erhielt, ist: ehje ascher ehje (hebräisch אהיה אשר אהיה Ex 3,14 ). Die griechische Übersetzung der Hebräischen Bibel übersetzt: ‚Ich bin der Seiende‘ (altgriechisch ᾿Εγώ εἰμι ὁ ὤν). Das Verb hajah (hebräisch היה) heißt in erster Linie ‚sein‘, kann aber auch „dasein, sich ereignen, geschehen“ bedeuten. Vor allem aber ist es mit dem Tetragrammaton stammverwandt. Und da ein Verb im Hebräischen über keine klaren Zeitformen verfügt, kann man zum Beispiel übersetzen: ‚Ich bin da, als der ich da bin‘, oder: ‚Ich bin da, als der ich dasein werde‘, oder – wie der bekannte jüdische Übersetzer der Hebräischen Bibel, Martin Buber übersetzt: ‚Ich werde dasein, als der ich dasein werde.‘ Hier wird Gottes Willenserklärung verheißend angekündigt: Gottes dynamisches Dasein, Gegenwärtigsein, Wirksamsein. „Jahwe“ heißt also: ‚Ich werde da sein, präsent, leitend, helfend, stärkend, befreiend!‘
So gehört es zu den wesentlichen „Eigenschaften JHWHs“, ein rettender Gott zu sein. Rettungserfahrungen prägen die Traditionen, durch die sich das Volk Israel konstituiert und bewahrt weiß. Bestimmte Rettungserfahrungen waren das o.a. Exoduswunder und die Rückführung aus dem „Exil“.
Das Schema ist das Glaubensbekenntnis des Judentums, die Proklamation des ethischen Monotheismus: „Höre, Israel, der Herr ist unser Gott, der Herr ist einzig!“ (Dtn 6,4  hebräisch שְׁמַע יִשְׂרָאֵל יְהוָה אֱלֹהֵינוּ יְהוָה אֶחָד) Dieser Satz, der regelmäßig in der Liturgie vorkommt, ist auch das Bekenntnis, das der sterbende Jude mit seinem letzten Atemzug abzulegen versucht.
Laut Talmud (Sefer HaMitzwot von Maimonides) finden sich 613 „Mitzwot“ in der Thora, die ein Jude verpflichtet ist einzuhalten. Diese setzen sich aus 248 Geboten und 365 Verboten zusammen. Maimonides stellte auch die 13 Glaubenssätze zusammen, die viele Juden zusammen mit den Zehn Geboten täglich lesen.
Im Achtzehnbittengebet wird – von orthodoxen Juden viermal täglich – für das Kommen eines goél, das heißt eines „Erlösers“ oder „Messias“ gebetet. Die Erwartung des Messias wird von den Juden mit der Erlösung Israels aus allem Unheil verbunden. Die griechische Bezeichnung „Messias“ steht für das hebräische Wort „Maschiach“ (hebräisch משיח), das übersetzt so viel bedeutet wie „der Gesalbte“ und ursprünglich den herrschenden König beschreibt. „Christus“ ist das lateinische Pendant zu „Maschiach“. Einige Reformgemeinden verwenden stattdessen den Begriff „Geullah“ (hebräisch גְּאֻלָּה geʾullah, deutsch ‚Erlösung‘). Der Prozess der Erlösung wird im Allgemeinen mit dem Ausdruck Tikkun oder Tikkun Olam (hebräisch תיקון עולם ‚Reparatur der Welt‘), der Verbesserung der Welt, also der Verbesserung von Gottes Schöpfung durch Menschenhand, bezeichnet und bezieht sich stets auf das Diesseits. Die Idee des Tikkun spielt in der Kabbala eine bedeutende Rolle und wurde vor allem von Isaak Luria und seinen Schülern im 16. Jahrhundert weiter entwickelt und erhielt in modernen Strömungen des Judentums neue Bedeutungsbeilegungen.

## Christentum
Erlösung bezeichnet in christlicher Tradition primär ein Handeln Gottes zugunsten erlösungsbedürftiger Menschen. Dieses Thema wird in der christlichen Theologie von der Soteriologie, der Lehre von der Erlösung (oder Rettung), behandelt. Der Begriff wird dort meist als Gegenbegriff zu Sündhaftigkeit und Verlorenheit genannt; Erlösung steht in enger Verbindung mit anderen christlichen Zentralbegriffen wie Rettung, Errettung, Heil, Befreiung, Neuschöpfung, Gnade und Versöhnung.

### Historische Debatten
Die Lehre von der Erlösung, die Soteriologie, ist seit jeher eines der bedeutsamsten theologischen Felder. Dass Gott in der Person und im Werk Jesu Christi endgültig zum Heil des Menschen gehandelt hat, ist die Grundbotschaft des Neuen Testamentes. Bereits in der Urkirche tauchte die Frage auf, ob Heiden zunächst zum Judentum konvertieren müssten, um Christen zu werden. Dies hatte das Apostelkonzil in Jerusalem abgelehnt (siehe Apostelgeschichte 15,1-29 ). In den Briefen des Apostels Paulus ist das Heil von Heiden wie Juden durch die Nachfolge Jesu Christi eines der zentralen Themen. Paulus machte die Erlösung an Kreuz und Auferstehung Jesu Christi fest. Sie sind für ihn der Inbegriff des Evangeliums (1. Kor. 15,1-5 ), nach dem Jesus Christus für unsere Sünden starb und um unserer Rechtfertigung willen (vgl. Röm 4,25 ) auferweckt wurde. Paulus vertrat die Ansicht, dass Erlösung für alle, die an Christus glauben, möglich sein würde.
In den folgenden Jahrhunderten tauchten auch Lehren auf, die entweder das Angewiesensein der Menschen auf die Gnade Gottes ablehnten (Pelagianismus) oder aber bestimmte Menschengruppen vom Heil ausschließen wollten, wie beim Donatismus. Sie wurden mehrfach als Häresien (Irrlehren) verurteilt, ebenso wie die Lehre, dass letztendlich alle Menschen ohne Ausnahme und unabhängig davon, ob sie gläubig sind oder nicht, die göttliche Erlösung erfahren und in die paradiesische Gemeinschaft mit Gott eingehen (Allversöhnung).
Augustinus entwickelte im 4. und 5. Jahrhundert die für die Westkirche nachhaltige Erbsündenlehre. Jeder Mensch ist nach dieser Lehre seit dem Sündenfall von seiner Zeugung an mit einem Makel behaftet, der unter anderem zur Trennung von Gott im Leben und im Tod führt oder die Neigung zur Sünde (Konkupiszenz) bewirkt. Der Mensch wird nach dieser Lehre vom Makel der Erbsünde durch die Kraft der Taufe, die der Heilstat Jesu Christi am Kreuz entspringt, gereinigt und dadurch in die volle Gemeinschaft mit Gott aufgenommen. Augustinus nahm dabei an, dass ungetaufte Kinder wegen ihres Behaftetseins mit der Erbsünde auf keinen Fall in den Himmel – also in die Gemeinschaft mit Gott nach dem Tod – kommen könnten. Dieser Teil seiner Lehre wurde vom katholischen Lehramt jedoch wegen der vielerorts missverständlichen Verwendung des Begriffes Taufe nicht übernommen.
In der Reformation gelangte die Soteriologie erneut ins Zentrum der theologischen Debatten. Martin Luther verkündete die Lehre, wonach der Mensch „allein durch den Glauben“ (sola fide) gerettet werde. Calvin lehrte wiederum die „doppelte Prädestination“, nach der Gott einen Teil der Menschen zum Heil, einen anderen Teil zur Verdammnis auserwähle, ohne dass diese selbst etwas dazu beitragen oder etwas dagegen tun könnten. Christus ist nach dieser Lehre nur für die Geretteten gestorben, nicht jedoch für alle Menschen. Eine von der Grundidee her ähnliche Lehre verkündete der Jansenismus im 17. Jahrhundert. Sie besagte, dass der Mensch deswegen sündigt, weil er nicht genug Gnade von Gott erhalten hat, um der Sünde zu widerstehen.

### Heutige konfessionelle Unterschiede

#### Katholische und orthodoxe Kirchen
Nach der Lehre der nicht reformierten Kirchen (katholische Kirche, orthodoxe Kirche, orientalische Kirchen) dient die von Christus eingesetzte und daher heilige Kirche durch ihre Sakramente als Werkzeug der göttlichen Gnade, ohne welche der Mensch nichts Gutes im Sinne des Heiligen Geistes vollbringen kann. Der Empfang der Taufe oder der implizite oder explizite Wunsch danach („Wunschtaufe“) ist heilsnotwendig. Der Empfang der göttlichen Gnade in den Sakramenten ermöglicht es dem Menschen, gottgefällig zu leben und das ewige Heil zu erlangen. Gleichzeitig ist es dem Menschen aber immer möglich, sich aus freien Stücken von Gott abzuwenden und dadurch das Heil zu verfehlen.
Es bestehen erhebliche Unterschiede zwischen der östlichen und der westlichen kirchlichen Tradition, etwa in der Betrachtung der Erbsünde (die in der westlichen Tradition eher mit einem Makel, in der östlichen eher mit dem Tod assoziiert wird) oder in der Frage der menschlichen Natur (im Westen wird die menschliche Natur als mangelhaft, die Erlösung als übernatürlich betrachtet; im Osten dagegen gilt die menschliche Natur als gut, die Erlösung wird als Wiederherstellung des verlorenen Naturzustandes angesehen). Im Osten spielt zudem die Erlösung der gesamten Schöpfung durch Christus eine zentralere Rolle in der Spiritualität als im Westen. Zudem ist die Neigung, die Frage zu beantworten, wer zum Heil gelangen kann, in der katholischen Kirche deutlich ausgeprägter als in den Ostkirchen (siehe extra ecclesiam nulla salus).
Die Soteriologie der nichtreformatorischen Kirchen zieht generell immer auf der einen Seite die Freiheit des Menschen in Betracht, andererseits aber auch die Allmacht und die Freiheit Gottes in der Auserwählung jener, die gerettet werden. Dabei sind eine Reihe von Herangehensweisen möglich. Selbst innerhalb der katholischen Kirche existiert eine Anzahl soteriologischer Positionen nebeneinander (Thomismus, Molinismus, Augustinismus).

#### Kirchen und Gemeinschaften der Reformation
Die Reformatoren (und in ihrem Gefolge die traditionellen protestantischen Kirchen) hielten die Taufe für heilsnotwendig. Aber Luthers „sola fide“-Lehre stellte die persönliche Beziehung zu Gott für die Erlangung des Heils in den Vordergrund, denn die Heilige Schrift legt sich selbst aus (lateinisch Sacra scriptura sui ipsius interpres). Der Anteil des Menschen besteht darin, Gottes Liebe im eigenen Leben zur Entfaltung kommen zu lassen. Dieser neue, persönliche Schwerpunkt führte in der Reformationszeit mit zur Entstehung der – von den magistralen Reformatoren abgelehnten und verfolgten – radikal-reformatorischen Täuferbewegung, die heute noch in Form der Mennoniten, Hutterer und Amischen besteht. Auch später entstandene Gemeinschaften wie Baptisten oder Adventisten praktizierten die Gläubigentaufe. Hier wird die Taufe meist nicht sakramental verstanden, sondern als äußeres Zeichen einer – zur Erlangung des Heils wesentlichen – inneren Umkehr zu Gott.
Die individuelle Erlösung oder „Rettung“ erfolgt bei der Bekehrung allerdings nicht im vollen Sinn, sondern es ist eine „Rettung in zwei Stufen“: Die bei der Bekehrung eines Menschen beginnende Erneuerung wird beim Wiederkommen Jesu vollendet.
Eine Radikalisierung dieses Zugangs findet sich in der Lehre von der „Unverlierbarkeit des Heils“, wonach jemand, der sich einmal zu Jesus Christus bekehrt hat und „von neuem geboren“ wurde, das Heil nicht mehr verlieren kann. Diese Lehre ist einer der „fünf Punkte“ im Calvinismus und ist etwa in der Brüderbewegung stark verbreitet; die Gegenposition heißt Arminianismus.

## Islam
Im Islam bezieht sich „Erlösung“ auf den zukünftigen Eingang in das Paradies, der jenen Menschen verheißen ist, die an den einen Gott und seine Botschaft (Islam) glauben. Ausgeschlossen bleibt, wer nicht an Gott allein glaubt. Ob Anhänger anderer monotheistischer Religionen ebenfalls Erlösung erfahren, ist umstritten. Nach der vorherrschenden Meinung sunnitischer Gelehrter, wie zum Beispiel az-Zamachscharī, zählen auch Juden und Christen zu den Ungläubigen, die in der Hölle ewig bleiben. Manche zeitgenössische Exegeten (z. B. Süleyman Ateş) vertreten die Auffassung, dass es ausreiche an Gott und den jüngsten Tag zu glauben, und gerecht zu handeln, um erlöst zu werden; eine Vorstellung, die sich auch bei einer Minderheit vergangener Exegeten, wie al-Ghazālī, belegen lässt.
Nach einer verbreiteten islamischen Jenseitsvorstellung führt die schmale Brücke as-Sirāt über das Höllenfeuer. Die gläubigen Muslime, die Gutes im Leben taten, laufen über sie hinweg und treten direkt in das Paradies ein. Diejenigen Muslime jedoch, die gesündigt haben, sowie alle Nichtmuslime fallen in die Hölle hinab. Nach einigen Traditionen soll die Brücke den Tempelberg in Jerusalem mit dem Ölberg verbinden und sieben Bögen umfassen. Ähnlich der christlichen Idee vom Fegefeuer bleiben die Muslime nur eine gewisse Zeit und ohne große Schmerzen in der Hölle; sie werden solange von ihren Sünden geläutert, bis Gott sich ihnen barmherzig zeigt und sie in das Paradies aufnimmt. Ob auch Ungläubige die Hölle verlassen werden, ist umstritten.
Viele Moslems sind überzeugt davon, dass das Leben und Schicksal der Menschen von Beginn an von Allah festgelegt ist. Demnach hat Allah auch den Todestag jedes Menschen vorher festgelegt. An diesem Tag ruft er ihn ins Jenseits, in den Paradiesgarten. Zwei Todesengel, Munkar und Nakir, geleiten den Verstorbenen dorthin. Auf dem Weg fragen die Engel den Toten über seinen Glauben aus. Kann er die richtigen Antworten geben und sich mit dem Glaubensbekenntnis zum Islam bekennen, darf er „über eine Brücke gehen, die dünner ist als ein Haar und schärfer als ein Schwert“, so sagt es die Überlieferung nach dem Propheten Mohammed. Die Seelen der gläubigen Muslime gelangen unbeschadet auf die andere Seite der Brücke ins Paradies. Die Seelen der Ungläubigen stürzen von der Brücke in die Tiefen der Hölle hinab.
Gott ist nicht nur der Allmächtige, sondern auch der Erbarmende. Schon in der Eingangssure wird Gott, „der Erbarmende, der Barmherzige“ genannt, und die meisten Suren werden „im Namen des Erbarmenden, des Barmherzigen“ verkündet. Nach dem Koran ist der „Tag des Gerichts“ jedoch ein „Tag der Abrechnung“. An diesem letzten Tag der Menschheitsgeschichte öffnen sich die Gräber und werden die Toten zum Leben erweckt. Eingeleitet wird dies Gericht von Trompeten- und Hörnerklang und von kosmischen Katastrophen: überbordende Meere, einstürzende Berge, verfinsterte Sonne, vom Himmel fallende Sterne. Dann erscheint der gerechte Richter, der für jeden das Buch des Lebens öffnen lassen wird, in welchem alle guten und bösen Taten aufgezeichnet sind. Sein Urteil erfolge unbestechlich und genau: Niemand wird die Sünden eines anderen tragen. Die Guten (Gläubigen) werden aufgenommen in die ewige Seligkeit, ins Paradies; die Bösen (Ungläubigen) aber gehen ein in die ewige Verdammnis, in die Hölle. Dies ist ein Entweder-oder: Einen mittleren Zustand gibt es nicht.
Die über lange Zeit in den Kreisen der Moderaten geführte Diskussion über das Verhältnis von göttlicher Allmacht und menschlicher Handlungsfreiheit stützte sich naturgemäß zunächst auf Aussagen des Korans, die jedoch keine eindeutige Stellungnahme enthalten: Einerseits wird im Koran die göttliche Allmacht betont andererseits dem Menschen Verantwortlichkeit für seine Handlungen zugeschrieben, für die er dereinst göttlichen Lohn im Paradies oder ewige Strafe in der Hölle ernten wird. Beide Standpunkte, der mehr die göttliche Allmacht betonende und der eher auf die menschliche Verantwortlichkeit blickende, konnten sich durch koranische Aussagen als legitimiert ausweisen. Der erste Standpunkt wird in der islamisch-theologischen Literatur als dschabritisch, der zweite als qadaritisch bezeichnet.
Die Aussagen über Gottes Allmacht und des Menschen Verantwortung stehen im Koran unverbunden nebeneinander und werden nirgendwo miteinander ausgeglichen. So reden Interpreten denn von zwei Komplementärwahrheiten, die beide ernst genommen werden sollen, die rational nirgendwo versöhnt werden und die in der späteren muslimischen Theologie Stoff für intensive und langwierige Auseinandersetzungen und Anlass zu recht verschiedenen Lösungen für die Problematik Vorherbestimmung Gottes – Selbstbestimmung des Menschen bieten.

## Buddhismus
Im Buddhismus steht der Gedanke der Erleuchtung im Zentrum der Lehre (Dharma). Die menschliche Existenz im nicht-erlösten Zustand wird als grundsätzlich leidhaft (Dukkha) angesehen, da alle glückbringenden Erfahrungen nicht dauerhaft sind, sondern ein Ende haben. Durch bestimmte Lebensweise und geistige Praxis kann Leiden überwunden werden. Die Erlösung wird erlangt durch das Vermeiden des Sammelns eines guten sowie eines schlechten Karmas. Der „edle achtgliedrige Pfad“ führt dann allmählich zu diesem Ziel, das mit „Verwehen“ oder „Verlöschen“ (Nirwana) beschrieben werden kann. Dies ist dann die Befreiung aus dem Kreislauf der Wiedergeburten (Samsara). Dazu bedarf es keines äußeren Erlösers, sondern der Mensch ist durch sich selbst befähigt, die absolute Befreiung zu erlangen.
Je nach Schule gibt es im Buddhismus verschiedene Vorstellungen.

### Theravada
Der in Abgeschiedenheit und Askese lebende Mönch ist (im Unterschied zum Laien, der ein Familienleben führt) in diesem Leben zur Selbsterlösung befähigt. Wesentlich sind dabei drei Aspekte: Sittliches Handeln, Meditation und Einsicht. Wenn der Mönch im Zuge solcher Praxis jegliche „Unreinheit des Geistes“ (Gier, Hass, Verblendung) in sich ausgelöscht hat; wenn er die „drei Daseinsmerkmale“, Vergänglichkeit (anicca), Leiden (dukkha) und Unpersönlichkeit (anatta) „abgestreift“ hat, geht er in das Nirvana (Sanskrit) oder Nibbana (Pali) ein. Das bedeutet, er ist vom Kreislauf der Wiedergeburten (Samsara) befreit und muss nicht mehr in einer der in der buddhistischen Kosmologie angenommenen Ebenen der Existenz wiedergeboren werden. Dabei darf die Vorstellung der Wiedergeburt nicht mit der Vorstellung der Seelenwanderung im Hinduismus verwechselt werden. Ins nächste Leben übertragen wird nämlich nicht eine individuelle Seele (als konstante Substanz), sondern lediglich ein durch Taten hervorgerufenes Potential, das sich in einer neuen Existenz manifestiert. Je positiver das Potential ist (infolge von guten, heilsamen Taten in der früheren Existenz), desto vorteilhafter wird die darauf folgende Existenz sein. Je günstiger die Existenzbedingungen, desto besser sind die Voraussetzungen für die Erlösung.
Die menschliche Existenz gilt als einzigartige Chance für die Erlösung, da einerseits das Leid so vorherrscht, dass die Dringlichkeit der Erlösung erkannt werden kann, andererseits auch genügend Annehmlichkeiten existieren, so dass der Mensch nicht apathisch im Leid versinkt. Als besonders wertvoll wird die Möglichkeit des Kontakts mit der buddhistischen Lehre betrachtet.

### Mahayana
Dem Mahayana liegt das Bodhisattva-Ideal zugrunde, wobei der unsterbliche kosmische Buddha dem dharma gleichgesetzt wird. Man stellt seine eigene Erlösung (das Eingehen ins Nirvana) in den Hintergrund und nimmt stattdessen die Verantwortung für die Erlösung aller anderen fühlenden Lebewesen auf sich.